# DFB-Pokal 2022/23 (Frauen)
Der DFB-Pokal der Frauen wurde in der Saison 2022/23 zum 43. Mal ausgespielt. Das Finale fand wie seit der Saison 2009/10 im Rheinenergiestadion in Köln statt. Titelverteidiger VfL Wolfsburg besiegte im Finale den SC Freiburg und wurde zum zehnten Mal Pokalsieger, zum neunten Mal seit 2015 in Folge.

## Teilnehmende Mannschaften
Insgesamt nahmen 48 Mannschaften am DFB-Pokal teil. Automatisch qualifiziert waren die Mannschaften der 1. und der 2. Bundesliga der vorangegangenen Spielzeit. Dazu kamen die Meister der fünf Regionalligastaffeln und die Sieger der 21 Landespokalwettbewerbe. Zweite Mannschaften waren grundsätzlich nicht teilnahmeberechtigt. Die Startplätze der 2. Mannschaften aus der 2. Bundesliga wurden daher durch Mannschaften aus den Regionalligen aufgefüllt.
| Andernach |

| Aurach 11 |

| Berlin (2 Vereine) |

| Bocholt |

| Bochum |

| Brandenburg |

| Bremen 3 (2 Vereine) |

| Bruchsal 12 |

| Calden |

| Chemnitz |

| Dortmund 6 |

| Duisburg |

| Essen |

| Frankfurt/M. |

| Freiburg 15 (2 Vereine) |

| Hamburg 2 |

| Henstedt- Ulzburg |

| Ingolstadt |

| Jena |

| Jesteburg |

| Kiel |

| Kleve 5 |

| Köln (2 Vereine) |

| Leverkusen |

| Magdeburg |

| Markranstädt 7 |

| Mayen 8 |

| Meppen |

| München (2 Vereine) |

| Niederkirchen |

| Norderstedt 1 |

| Nürnberg |

| Potsdam |

| Quierschied 9 |

| Rheda-Wiedenbrück 4 |

| Riegelsberg |

| Rostock |

| Saalfeld |

| Saarbrücken |

| Sinsheim 10 |

| Waiblingen 13 |

| Wolfsburg |

| Willstätt 14 |

| Bundesliga die 12 Vereine der Saison 2021/22 | 2. Bundesliga 10 der 14 Vereine der Saison 2021/22 1 | Regionalliga 5 Meister aus der Regionalliga-Saison 2021/22 |
| VfL Wolfsburg (TV) FC Bayern München Eintracht Frankfurt 1. FFC Turbine Potsdam TSG 1899 Hoffenheim SC Freiburg Bayer 04 Leverkusen 1. FC Köln Werder Bremen SGS Essen SC Sand (II) FC Carl Zeiss Jena (II)                              | SV Meppen (I) MSV Duisburg (I) RB Leipzig SG 99 Andernach 1. FC Nürnberg FSV Gütersloh 2009 FC Ingolstadt 04 SV Elversberg (III) SV Henstedt-Ulzburg (III) Borussia Bocholt (III)                                                                             | Türkiyemspor Berlin (RL Nordost 1) VfL Bochum (RL West 1) Hamburger SV (RL Nord) 1. FC Saarbrücken (RL Südwest) SV 67 Weinberg (RL Süd 1) |
| Verbandspokale die Landespokalsieger der 21 Landesverbände des DFB | | |
| - Baden Karlsruher SC (III) - Bayern FFC Wacker München (III) - Berlin FC Viktoria Berlin 2 (III) - Brandenburg BSG Stahl Brandenburg (IV) - Bremen ATS Buntentor (III) - Hamburg Eimsbütteler TV 3 (III) - Hessen TSV Jahn Calden (III) | - Mecklenburg-Vorpommern Rostocker FC (III) - Mittelrhein SC Fortuna Köln (III) - Niederrhein VfR Warbeyen (III) - Niedersachsen VfL Jesteburg (III) - Rheinland SC 13 Bad Neuenahr (III) - Saarland 1. FC Riegelsberg 4 (III) - Sachsen Chemnitzer FC 5 (IV) | - Sachsen-Anhalt Magdeburger FFC (III) - Schleswig-Holstein Holstein Kiel (III) - Südbaden Alemannia Zähringen (IV) - Südwest 1. FFC 08 Niederkirchen (III) - Thüringen Saalfeld Titans 6 (IV) - Westfalen SpVg Berghofen (III) - Württemberg SV Hegnach (III) |
| Ligaebene in Klammern: I = Bundesliga • II = 2. Bundesliga • III = Regionalliga • IV = 4. Liga • V = 5. Liga • VI = 6. Liga | | |

## Modus
Klassentiefere Teams erhalten bis zum Viertelfinale das Heimrecht gegen klassenhöhere zugesprochen. Sollten sich jedoch beide Teams unterhalb der 2. Bundesliga befinden, erfolgt kein Heimrechttausch. Die ersten beiden Runden werden in regionalen Gruppen gespielt.

## Termine
- 1. Runde: 20. – 22. August 2022
- 2. Runde: 10. – 12. September 2022
- Achtelfinale: 19. – 21. November 2022
- Viertelfinale: 28. Februar – 1. März 2023
- Halbfinale: 15. – 17. April 2023
- Finale: 18. Mai 2023 in Köln[2]

## Ergebnisse

### 1. Runde
Alle Mannschaften der 1. und die vier bestplatzierten Teams der 2. Bundesliga der letzten Saison erhielten für diese Runde ein Freilos. Die Auslosung erfolgte am 1. Juli. Gegenüber der ursprünglichen Ansetzung wurden die Anstoßzeiten aller Spiele um eine Minute verschoben, um im Rahmen des vom DFB ausgerufenen Aktionsspieltages Klimaschutz entsprechende Stadiondurchsagen zu machen.
| Datum                     |                            | Ergebnis                         |                               | Austragungsort                               |
| ------------------------- | -------------------------- | -------------------------------- | ----------------------------- | -------------------------------------------- |
| Sa., 20.8.2022, 13:01 Uhr | ATS Buntentor (III)        | 3:3 n. V. (3:3, 2:2) (2:0 i. E.) | Hamburger SV (III)            | Bezirkssportanlage Kuhhirten, Bremen         |
| Sa., 20.8.2022, 15:01 Uhr | Saalfeld Titans (IV)       | 1:11 (0:5)                       | Karlsruher SC (III)           | An den Saalewiesen, Saalfeld (Saale)         |
| So., 21.8.2022, 11:01 Uhr | Rostocker FC (III)         | 0:9 (0:2)                        | FSV Gütersloh 2009 (II)       | Sportpark am Damerower Weg, Rostock          |
| So., 21.8.2022, 11:01 Uhr | SV 67 Weinberg (III)       | 4:1 (1:1)                        | SC 13 Bad Neuenahr (III)      | Sportanlage Weinberg, Aurach-Weinberg        |
| So., 21.8.2022, 11:01 Uhr | SC Fortuna Köln (III)      | 4:0 (2:0)                        | Chemnitzer FC (IV)            | Stadion Merianstraße, Köln                   |
| So., 21.8.2022, 11:01 Uhr | 1. FC Riegelsberg (III)    | 0:3 (0:2)                        | 1. FC Nürnberg (II)           | Sportplatz Riegelsberg, Riegelsberg          |
| So., 21.8.2022, 13:01 Uhr | Magdeburger FFC (III)      | 3:1 (2:0)                        | SpVg Berghofen (III)          | Sportplatz Ottersleben, Magdeburg            |
| So., 21.8.2022, 13:01 Uhr | TSV Jahn Calden (III)      | 2:0 (1:0)                        | Alemannia Zähringen (IV)      | Sportplatz Am Kaiserplatz, Calden            |
| So., 21.8.2022, 14:01 Uhr | Türkiyemspor Berlin (III)  | 6:1 (1:1)                        | Eimsbütteler TV (III)         | Willy-Kressmann-Stadion, Berlin              |
| So., 21.8.2022, 14:01 Uhr | VfL Jesteburg (III)        | 3:4 n. V. (2:2, 2:1)             | SV Henstedt-Ulzburg (III)     | Am Alten Moor, Jesteburg                     |
| So., 21.8.2022, 14:01 Uhr | BSG Stahl Brandenburg (IV) | 0:7 (0:5)                        | FC Viktoria 1889 Berlin (III) | Stadion am Quenz, Brandenburg an der Havel   |
| So., 21.8.2022, 14:01 Uhr | SV Elversberg (III)        | 3:0 (3:0)                        | 1. FFC 08 Niederkirchen (III) | Sportanlage Quierschied, Quierschied         |
| So., 21.8.2022, 14:01 Uhr | 1. FC Saarbrücken (III)    | 3:2 (3:1)                        | SV Hegnach (III)              | Stadion Kieselhumes, Saarbrücken             |
| So., 21.8.2022, 15:01 Uhr | VfR Warbeyen (III)         | 1:2 (0:1)                        | Borussia Bocholt (III)        | Bresserberg-Stadion, Kleve                   |
| So., 21.8.2022, 15:01 Uhr | FFC Wacker München (III)   | 0:0 n. V. (4:5 i. E.)            | FC Ingolstadt 04 (II)         | Bezirkssportanlage Demleitnerstraße, München |
| Mo., 22.8.2022, 18:01 Uhr | Holstein Kiel (III)        | 1:2 (0:1)                        | VfL Bochum (III)              | Holstein-Stadion, Kiel                       |

### 2. Runde
Die zweite Runde wurde am 22. August ausgelost.
| Datum                     |                               | Ergebnis                         |                            | Austragungsort                                     |
| ------------------------- | ----------------------------- | -------------------------------- | -------------------------- | -------------------------------------------------- |
| Sa., 10.9.2022, 18:00 Uhr | SC Fortuna Köln (III)         | 0:1 (0:0)                        | SC Sand (II)               | Südstadion, Köln                                   |
| So., 11.9.2022, 13:00 Uhr | ATS Buntentor (III)           | 1:6 (1:2)                        | SGS Essen (I)              | Bezirkssportanlage Kuhhirten, Bremen               |
| So., 11.9.2022, 13:00 Uhr | Magdeburger FFC (III)         | 0:5 (0:2)                        | MSV Duisburg (I)           | Heinrich-Germer-Stadion, Magdeburg                 |
| So., 11.9.2022, 13:00 Uhr | Borussia Bocholt (III)        | 1:2 (0:1)                        | FC Carl Zeiss Jena (II)    | Sonilift Arena, Bocholt                            |
| So., 11.9.2022, 13:00 Uhr | SV 67 Weinberg (III)          | 0:7 (0:3)                        | Eintracht Frankfurt (I)    | Sportanlage Weinberg, Aurach-Weinberg              |
| So., 11.9.2022, 14:00 Uhr | SV Henstedt-Ulzburg (III)     | 0:3 (0:1)                        | Werder Bremen (I)          | Stadion Beckersberg, Henstedt-Ulzburg              |
| So., 11.9.2022, 14:00 Uhr | FSV Gütersloh 2009 (II)       | 2:8 (1:3)                        | VfL Wolfsburg (I)          | Tönnies-Arena, Rheda-Wiedenbrück                   |
| So., 11.9.2022, 14:00 Uhr | VfL Bochum (III)              | 0:1 (0:1)                        | SV Meppen (I)              | Leichtathletikplatz am Ruhrstadion, Bochum         |
| So., 11.9.2022, 14:00 Uhr | Türkiyemspor Berlin (III)     | 0:6 (0:3)                        | RB Leipzig (II)            | Willy-Kressmann-Stadion, Berlin                    |
| So., 11.9.2022, 14:00 Uhr | TSV Jahn Calden (III)         | 1:4 (0:2)                        | Bayer 04 Leverkusen (I)    | Sportplatz Am Kaiserplatz, Calden                  |
| So., 11.9.2022, 14:00 Uhr | SV Elversberg (III)           | 0:8 (0:3)                        | 1. FC Köln (I)             | Sportanlage Am Franzschacht, Friedrichsthal (Saar) |
| So., 11.9.2022, 14:00 Uhr | SG 99 Andernach (II)          | 2:3 n. V. (1:1, 0:0)             | SC Freiburg (I)            | Stadion am Bassenheimer Weg, Andernach             |
| So., 11.9.2022, 14:00 Uhr | Karlsruher SC (III)           | 1:2 (0:1)                        | 1. FC Nürnberg (II)        | Sportzentrum Bruchsal, Bruchsal                    |
| So., 11.9.2022, 16:00 Uhr | FC Viktoria 1889 Berlin (III) | 4:4 n. V. (3:3, 0:2) (2:3 i. E.) | 1. FFC Turbine Potsdam (I) | Stadion Lichterfelde, Berlin                       |
| So., 11.9.2022, 16:00 Uhr | 1. FC Saarbrücken (III)       | 1:7 (0:3)                        | TSG 1899 Hoffenheim (I)    | Stadion Kieselhumes, Saarbrücken                   |
| Mo., 12.9.2022, 18:30 Uhr | FC Ingolstadt 04 (II)         | 0:7 (0:4)                        | FC Bayern München (I)      | Audi-Sportpark, Ingolstadt                         |

### Achtelfinale
Die Auslosung für das Achtelfinale fand am 18. September statt.
| Datum                      |                         | Ergebnis             |                     | Austragungsort                            |
| -------------------------- | ----------------------- | -------------------- | ------------------- | ----------------------------------------- |
| Sa., 19.11.2022, 12:00 Uhr | RB Leipzig (II)         | 2:1 (0:1)            | Eintracht Frankfurt | RB-Trainingszentrum am Cottaweg, Leipzig  |
| Sa., 19.11.2022, 13:00 Uhr | SGS Essen               | 1:0 (0:0)            | Werder Bremen       | Stadion an der Hafenstraße, Essen         |
| Sa., 19.11.2022, 13:00 Uhr | FC Carl Zeiss Jena (II) | 4:2 (1:2)            | SC Sand (II)        | Ernst-Abbe-Sportfeld, Jena                |
| Sa., 19.11.2022, 14:30 Uhr | MSV Duisburg            | 0:7 (0:2)            | FC Bayern München   | Schauinsland-Reisen-Arena, Duisburg       |
| So., 20.11.2022, 13:00 Uhr | TSG 1899 Hoffenheim     | 3:0 (1:0)            | Bayer 04 Leverkusen | Dietmar-Hopp-Stadion, Sinsheim-Hoffenheim |
| So., 20.11.2022, 13:00 Uhr | SC Freiburg             | 1:0 (1:0)            | SV Meppen           | Dreisamstadion, Freiburg im Breisgau      |
| So., 20.11.2022, 13:00 Uhr | 1. FFC Turbine Potsdam  | 1:2 n. V. (1:1, 0:0) | 1. FC Köln          | Karl-Liebknecht-Stadion, Potsdam          |
| So., 20.11.2022, 14:00 Uhr | 1. FC Nürnberg (II)     | 0:6 (0:3)            | VfL Wolfsburg       | Max-Morlock-Stadion, Nürnberg             |

### Viertelfinale
Die Auslosung für das Achtelfinale fand am 20. November statt. Die drei um 18 Uhr angepfiffenen Spiele wurden erstmals als Live-Konferenz im Fernsehen übertragen.
| Datum                     |                         | Ergebnis  |                   | Austragungsort                            |
| ------------------------- | ----------------------- | --------- | ----------------- | ----------------------------------------- |
| Di., 28.2.2023, 18:00 Uhr | 1. FC Köln              | 0:4 (0:2) | VfL Wolfsburg     | Sportpark Höhenberg, Köln                 |
| Di., 28.2.2023, 18:00 Uhr | FC Carl Zeiss Jena (II) | 0:4 (0:2) | SC Freiburg       | Ernst-Abbe-Sportfeld, Jena                |
| Di., 28.2.2023, 18:00 Uhr | RB Leipzig (II)         | 6:1 (4:0) | SGS Essen         | RB-Trainingszentrum am Cottaweg, Leipzig  |
| Di., 28.2.2023, 20:30 Uhr | TSG 1899 Hoffenheim     | 0:2 (0:0) | FC Bayern München | Dietmar-Hopp-Stadion, Sinsheim-Hoffenheim |

### Halbfinale
Das Halbfinale wurde am 5. März ausgelost.
| Datum                     |                   | Ergebnis  |               | Austragungsort                           |
| ------------------------- | ----------------- | --------- | ------------- | ---------------------------------------- |
| Sa., 15.4.2023, 14:00 Uhr | FC Bayern München | 0:5 (0:2) | VfL Wolfsburg | FC Bayern Campus, München                |
| So., 16.4.2023, 18:30 Uhr | RB Leipzig (II)   | 0:1 (0:0) | SC Freiburg   | RB-Trainingszentrum am Cottaweg, Leipzig |

### Finale
| Paarung          | VfL Wolfsburg – SC Freiburg |
| Ergebnis         | 4:1 (1:1) |
| Datum            | 18. Mai 2023 um 16:45 Uhr |
| Stadion          | Rheinenergiestadion, Köln |
| Zuschauer        | 44.808 |
| Schiedsrichterin | Fabienne Michel (TSV Gau-Odernheim) |
| Tore             | 1:0 Karl (4., Eigentor) 1:1 Minge (42.) 2:1 Blomqvist (58.) 3:1 Popp (84.) 4:1 Janssen (89., Handelfmeter) |
| VfL Wolfsburg    | Merle Frohms – Lynn Wilms (90.+2' Joelle Wedemeyer), Kathrin Hendrich, Dominique Janssen, Felicitas Rauch – Lena Oberdorf (90.+1' Kristin Demann), Jill Roord (80. Tabea Waßmuth) – Svenja Huth, Rebecka Blomqvist (87. Jule Brand), Sveindís Jane Jónsdóttir (46. Ewa Pajor) – Alexandra Popp Cheftrainer: Tommy Stroot |
| SC Freiburg      | Gabrielle Lambert – Lisa Karl, Samantha Steuerwald, Greta Stegemann, Marie Müller – Hasret Kayikçi, Meret Felde (90.+2' Kim Fellhauer), Janina Minge – Judith Steinert (74. Annabel Schasching), Giovanna Hoffmann (74. Chiara Bouziane), Lisa Kolb (55. Cora Zicai) Cheftrainerin: Theresa Merk                         |
| Gelbe Karten     | keine – Steuerwald, Felde |